# Oedudes roberto
Oedudes roberto là một loài bọ cánh cứng trong họ Cerambycidae.